# Liste katalanischer Cartoonisten
Dies ist eine noch unvollständige Liste katalanischer Cartoonisten und Illustratoren in alphabetischer Reihenfolge, die auf dem Gebiet von Katalonien geboren wurden und ihre Werke vorwiegend in katalanischer Sprache veröffentlicht haben.

## A
- Lola Anglada (1892–1984)

## B
- Antoni Batllori Jofré (1915–1999)
- Carles Bécquer i Domínguez (1889–1968)

## C
- Miquel Cardona (1903–1964)
- Valentí Castanys i Borràs (1898–1965)
- Gaietà Cornet i Palau (1878–1945)

## E
- Feliu Elías i Bracons (1878–1948)

## J
- Joan Junceda i Supervía (1881–1948)
- Jaume Juez i Castellà (1906–2002)

## L
- Joan Llaverias i Labró (1865–1938)

## M
- Josep Maria Mallol Suazo (1910–1986)
- Lluís Mallol Suazo (1900–1968)
- Ramon Miret i Baldé (1897–1977)
- Evarist Mora i Roselló (1904–1987)
- Artur Moreno i Salvador (1909–1993)

## N
- Isidre Nonell (1872–1911)

## O
- Ricard Opisso i Sala (1880–1967)

## P
- Pere Prat i Ubach (1892–1969)

## S
- Josep Serra Massana (1896–1980)

## T
- Josefina Tanganelli i Plana (1904–1968)

## U
- Manuel Urda i Martín (1888–1974)

## V
- Joan Vila i Pujol (1890–1947)